# 美国内政部
美国內政部（英語：United States Department of the Interior）是美國聯邦政府一個部門，管理联邦政府拥有的土地、開採和保护美國的自然资源，并负责有关美國原住民、阿拉斯加原住民、夏威夷原住民、美国岛屿地区领土，以及與美國簽署自由聯合協定的太平洋島國相關事務。与大多数国家的内政部负责警察、內部安全、移民事务不同。在美國，國家內部的安全和移民職能主要由國土安全部執行，其次由司法部執行。
由于美國大部分國有地在西部，因此内政部长一般由来自美國西部的人士担任，現任部长是来自北达科他州的道格·伯古姆，於2025年2月1日上任。

## 历史

### 形成
1789年的第一届美国国会就考虑了建立内政部门，但是在当时内政事务被交给了国务院。在这之后的半个世纪，建立内政部的思潮暗流涌动，得到了多任总统的支持。随着1846-1848年美墨战争以来联邦政府规模的扩大，这一思潮也不断壮大。波尔克总统内阁的财政部长罗伯特·J·沃克就是建立新部门主张的领头羊。
在1849年，沃克在年度报告中指出有一些联邦机构被与之毫不相关的机构管辖：美国土地总局由财政部管辖、印第安事务办公室由战争部管辖，专利局由国务院管辖等等。因此，他提出所有的这些部门应该被集中起来并成立内务部门。1849年2月15日建立新部门的法案在众议院被通过。在1849年3月3日，泰勒总统就职典礼的前夜，参议院以31比25的优势通过这一法案建立内政部。内政部第一任部长是托马斯·尤因。
随着美国政府的发展。一些最初由内政部管理的事务后来逐渐被移交给其他部门。例如原本内政部管辖的水源污染管理局后来由环保局管辖。还有一些下辖的部门独立出来：如农业局变成了农业部。但是，土地与自然资源管理、印第安事务、野生动物保护和领土事务仍由内政部处理。

### 争议
内政部部长阿尔伯特·B·福尔1921年牵涉进了茶壶山丑闻，他授意将油田由海军部管辖转移至由内政部管辖，进而在没有公开招标的情况下将其出租给石油公司。最终他在1929年被起诉腐败罪并服刑一年。
内政部部长詹姆斯·G·瓦特因被指责对环保主义持敌对态度、支持林业、畜牧业和其他商业利益在联邦土地上的开发和利用而不对其加以保护，并因担心吸引“不良分子”而禁止“海滩男孩乐队”在1983年独立日音乐会上在国家广场演出而受到批评。他在1983年的一次演讲中描述了一个负责煤炭租赁的小组以嘲笑了平权行动：「我们有一个黑人，一个女人，两个犹太人和一个残疾人。这就是我们的天才」。
在乔治·W·布什总统任内，内政部的维护费用从50亿美元增加到了87亿美元，而不像他在竞选时宣称的那样会v被完全消除。内政部的監察长厄尔·德瓦尼提到存在一种“恐惧文化”和“道德失败”。他表示：“简单地说，除了犯罪行为外，内政部的最高层可以做任何事情。”

## 机构设置

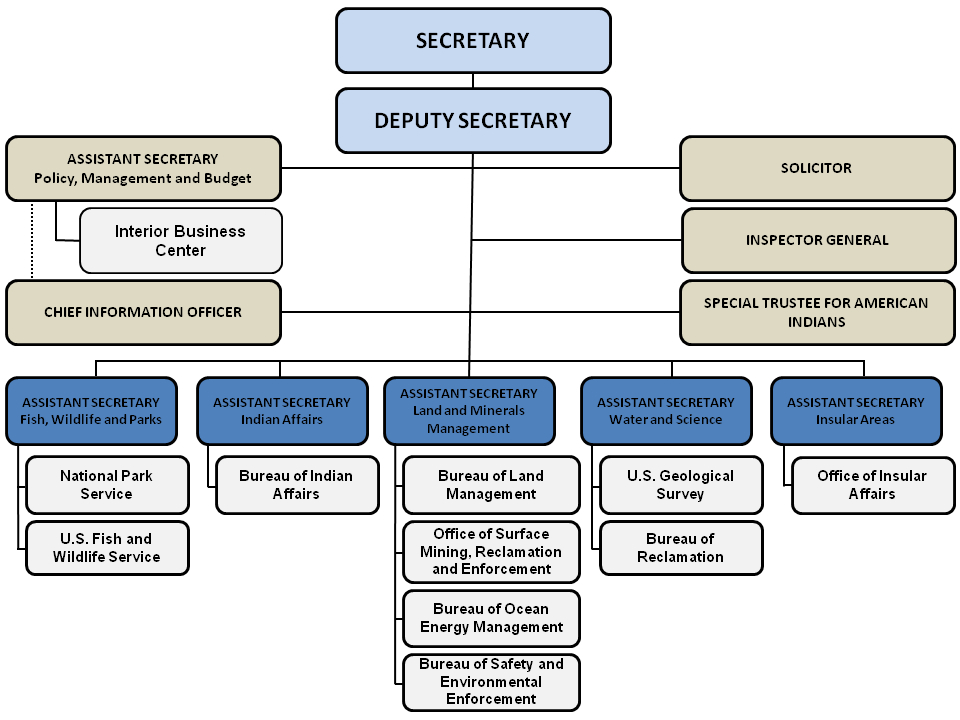
美國内政部的管理層級

美国内政部设部长（Secretary，行政等级第一级）、常务副部长（Deputy Secretary，行政等级第二级）、助理部长（Assistant Secretary，行政等级第四级〔相当于司局长级〕）、副助理部长四级官员。
部門辦公室
- 秘書辦公室
  - 助理國務卿 - 島嶼及國際事務
    - 島嶼事務辦公室（英语：Office of Insular Affairs）（美國領土和自由聯繫邦）
    - 國際事務
    - 海洋、五大湖和沿海計劃

  - 國會和立法事務
  - 執行秘書處和法規事務
  - FOIA 計劃（部門）
  - 印地安工藝美術委員會
  - 政府間和對外事務
  - 內政部博物館（英语：Interior Museum）
  - 部落國家的土地回購計劃
  - 國家入侵物種委員會
  - 國務卿印第安人水權辦公室
  - 戰略科學集團
- 政策、管理和預算辦公室 （PMB）
  - 收購和物業管理
  - 航空服務
  - 預算
  - 協作行動和爭議解決
  - 應急管理
  - 員工發展
    - DOI大學

  - 環境政策與合規
  - 設施和行政服務
  - 財務管理
  - 資助管理
  - 聽證會和上訴
  - 人力資源
  - 室內商務中心
  - 內政部圖書館
  - 執法和安全
  - 夏威夷原住民關係
  - 自然資源收入
  - 職業安全與健康
  - 孤兒井計劃辦公室
  - 規劃和績效管理
  - 政策分析
  - 修復和損壞評估
  - 小型和弱勢企業利用
  - 估價服務
  - 野火
- 律師辦公室
  - 倫理學
- 監察長辦公室
- 首席資訊官辦公室
- 多元化、包容性和民權辦公室
- 自然資源收入辦公室
- 生活管理辦公室

其他所属机构
- 印第安人事務局
  - 印第安警察局（英语：Bureau of Indian Affairs Police）
- 印第安教育局（英语：Bureau of Indian Education）
- 美國內政部土地管理局
  - 土地管理局执法办公室
- 海洋能源監管和執法局（英语：Bureau of Ocean Energy Management, Regulation and Enforcement）
- 美國開墾局（英语：United States Bureau of Reclamation）
  - 开垦局警察
  - 胡佛水坝警察
- 安全和环境执法局（英语：Bureau of Safety and Environmental Enforcement）
- 魚類和野生動物管理局
  - 国家野生动物保护区系统（英语：National Wildlife Refuge System）
    - 野生动物保护区系统避难执法处

  - 体育钓鱼和划船合作理事会
  - 魚類及野生動物管理局执法办公室
  - 濒危物种项目
- 美國國家公園管理局
  - 公园流浪者扶助项目
  - 美国公园警察
- 表層採礦办公室（英语：Office of Surface Mining）
  - 國家礦山地圖儲存庫（英语：National Mine Map Repository）
- 美國填海工程局（英语：United States Bureau of Reclamation）
- 美国地质调查局
- 联邦咨询集团（英语：Federal Consulting Group）